# Protonemura sicula
Protonemura sicula är en bäcksländeart som beskrevs av Giovanni Consiglio 1961. Protonemura sicula ingår i släktet Protonemura och familjen kryssbäcksländor. Inga underarter finns listade i Catalogue of Life.